# Queso Chihuahua

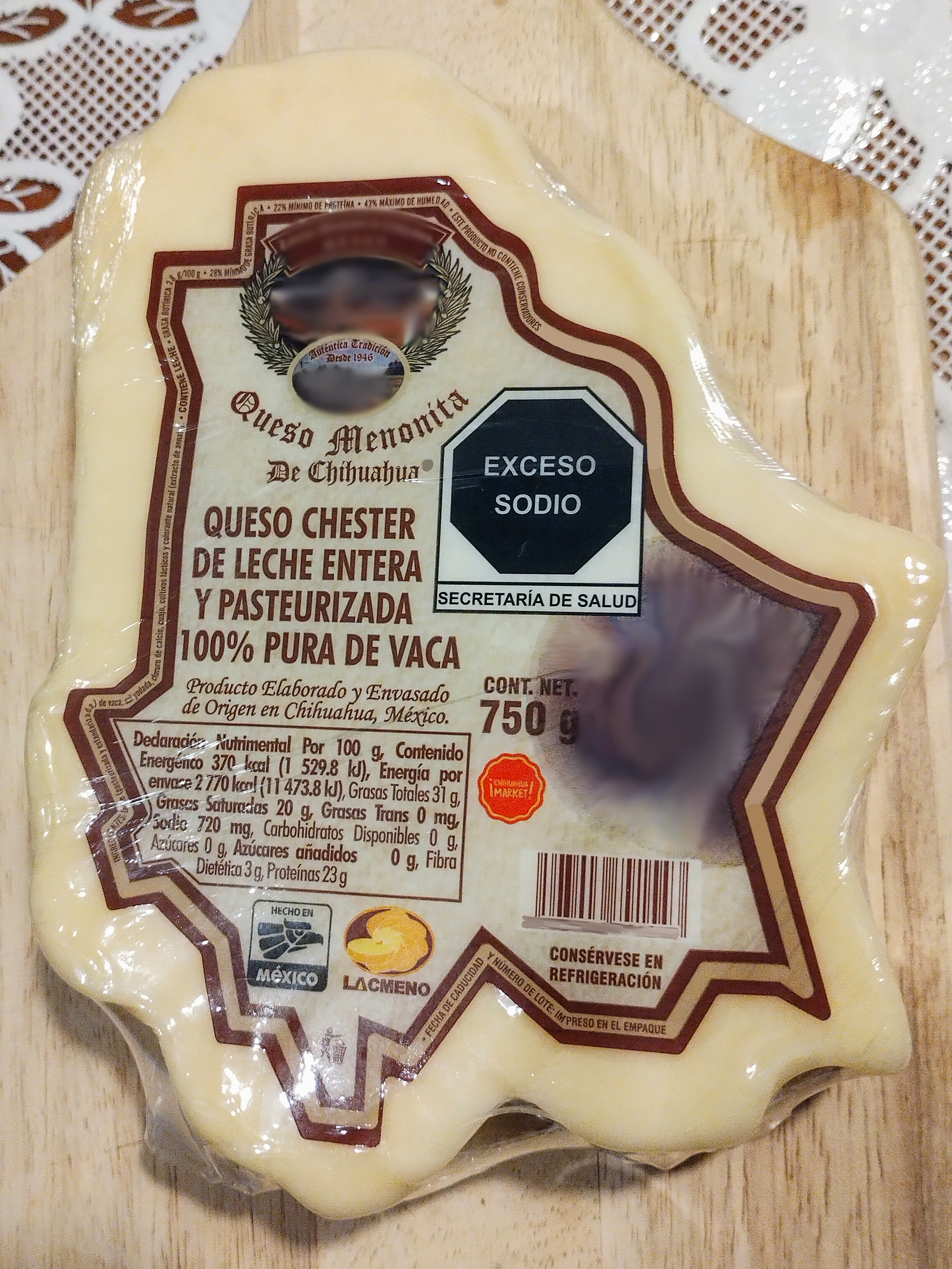
Queso Menonita de Chihuahua tipo Chester de la marca Productos Menonitas de Chihuahua. Este queso está cortado y empacado con la forma del estado de Chihuahua

El queso Chihuahua es comúnmente reconocido como un queso blanco suave disponible en trenzas, bolas o ruedas, y tiene su origen en el estado mexicano de Chihuahua. En Chihuahua y los estados vecinos, se le llama queso menonita, en honor a las comunidades menonitas del norte de México que lo produjeron por primera vez, mientras que en otros lugares se le conoce como queso Chihuahua. Actualmente, este queso es elaborado tanto por menonitas como por no menonitas en todo el estado y es popular en todo el país.
El origen de este queso se encuentra íntimamente ligado con la inmigración de los menonitas a México. A mediados del siglo XVI, los menonitas, de raíces alemanas y neerlandesas, se establecieron en zonas rurales de Polonia. En 1870, los menonitas se vieron obligados a emigrar a Canadá, por razones político religiosas. La estancia de los menonitas en Canadá duró poco tiempo debido a la participación de ese país en la Primera Guerra Mundial, en 1914. Entre 1921 y 1922, los menonitas compraron 118 mil hectáreas pertenecientes a las haciendas Bustillos y Santa Clara (actualmente Ciudad Cuauhtémoc, Chihuahua) e iniciaron la migración por ferrocarril hacia México. En 1927, había casi 10 mil menonitas asentados en lo que actualmente es Cuauhtémoc, Chihuahua.,
El quehacer económico que constituye la esencia de la cultura menonita fue el detonante para el aprovechamiento de su ganado, tierras, pastizales y de la explotación de la leche que producían sus vacas. Estas comunidades aprendieron a hacer queso y aproximadamente desde 1936 emprendieron el negocio de la producción masiva de este producto. Desde entonces han ido mejorando el ganado lechero, haciendo de mejor calidad la ordeña y perfeccionando la manera de hacer queso. El procedimiento artesanal se ha estandarizado y se ha puesto atención a la calidad sensorial, nutricional y de inocuidad. La influencia de los menonitas en el desarrollo del queso que se produce en Chihuahua ha sido tan grande que también se le conoce como “Queso Menonita”. No obstante, en las comunidades menonitas se le llama queso Chester o Queso Cheddar. Fuera del estado este queso se reconoce como “Queso Chihuahua” y de esta forma el producto se apropia de su nombre.

## Características

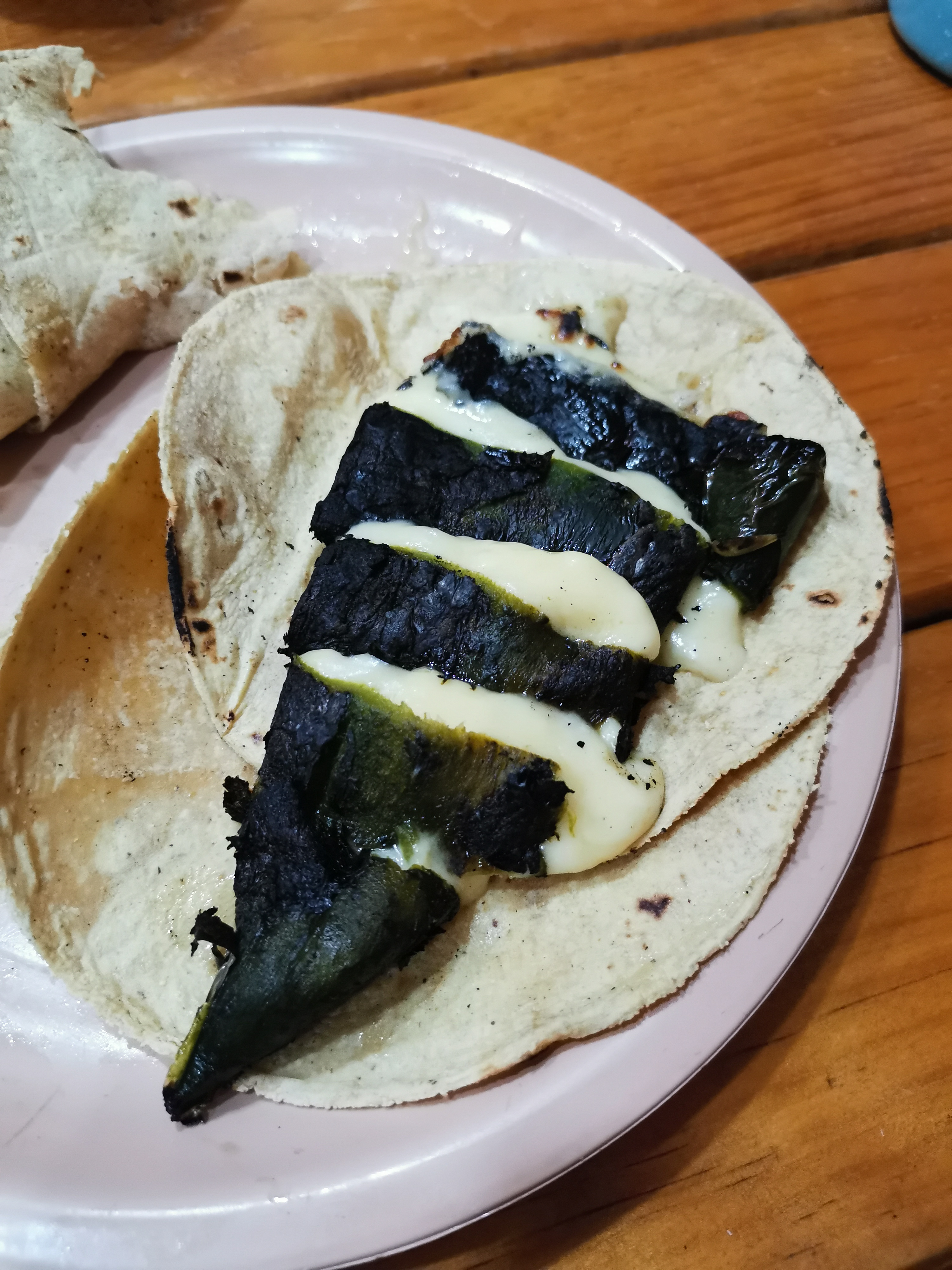
Taco con queso Chihuahua.

El queso Chihuahua es un queso de pasta semidura, obtenida por coagulación enzimática, prensada, no cocida, tajable y madurada, hecho con leche pasteurizada de vaca, entera o estandarizada en grasa. También se puede hacer con leche cruda con un mínimo de descremado. La presentación final, aunque con diferentes dimensiones, tiene la forma de un cilindro aplanado o, típicamente, de barras rectangulares. Cuando está bien madurado es una pasta de color amarillo dorado, que se rebana fácilmente, de gusto cremoso y con un sabor y aroma lácteo. De manera general se pueden distinguir dos tipos de queso Chihuahua: el queso Chihuahua elaborado con leche cruda y el queso Chihuahua elaborado con leche pasteurizada, que junto con el procesamiento y peculiaridades de la calidad de la leche otorgan características sensoriales particulares al producto.

## Elaboración
Cada tipo de queso es el producto de un proceso específico con mínimas diferencias que dan como resultado la obtención de características de calidad únicas que lo hacen diferente. Todos los quesos se elaboran siguiendo tres procesos esenciales: la coagulación o cuajado de la leche, la deshidratación del coágulo o cuajada (desuerado) y la maduración. La elaboración de Queso Chihuahua, a diferencia de otros quesos, incluye un proceso de bloqueo y “chedarización” y uno de oreo y maduración de al menos 14 días previos al empaque...

## Propiedades
Las especificaciones fisicoquímicas para el queso Chihuahua son de un máximo de 45 % de humedad, 26 % de grasa butírica como mínimo, un mínimo de 22 % de proteínas lácteas, 55 % mínimo de sólidos totales, 6.5 % máximo de cenizas y un pH de 5.0 a 5.5. Sin embargo, el queso Chihuahua presenta variaciones en intervalos muy amplios de su composición. Estas variaciones hacen a este producto difícil de caracterizar y definir como un queso étnico y único en su tipo. El queso Chihuahua debe estar exento de microorganismos patógenos, toxinas microbianas, inhibidores microbianos, u otras sustancias que puedan afectar la salud del consumidor o provocar el deterioro del producto. El queso Chihuahua presenta capacidad de fundido, que es la capacidad que presenta el queso al pasar de un estado semisólido a uno semilíquido cuando se eleva la temperatura, es decir se comporta como un fluido.

## Usos
Se usa principalmente para hacer quesadillas, aunque se puede usar para sándwiches, pastas y cualquier platillo que lleve queso, incluyendo los frijoles refritos, también en pastel de queso.